# Bob Paisley

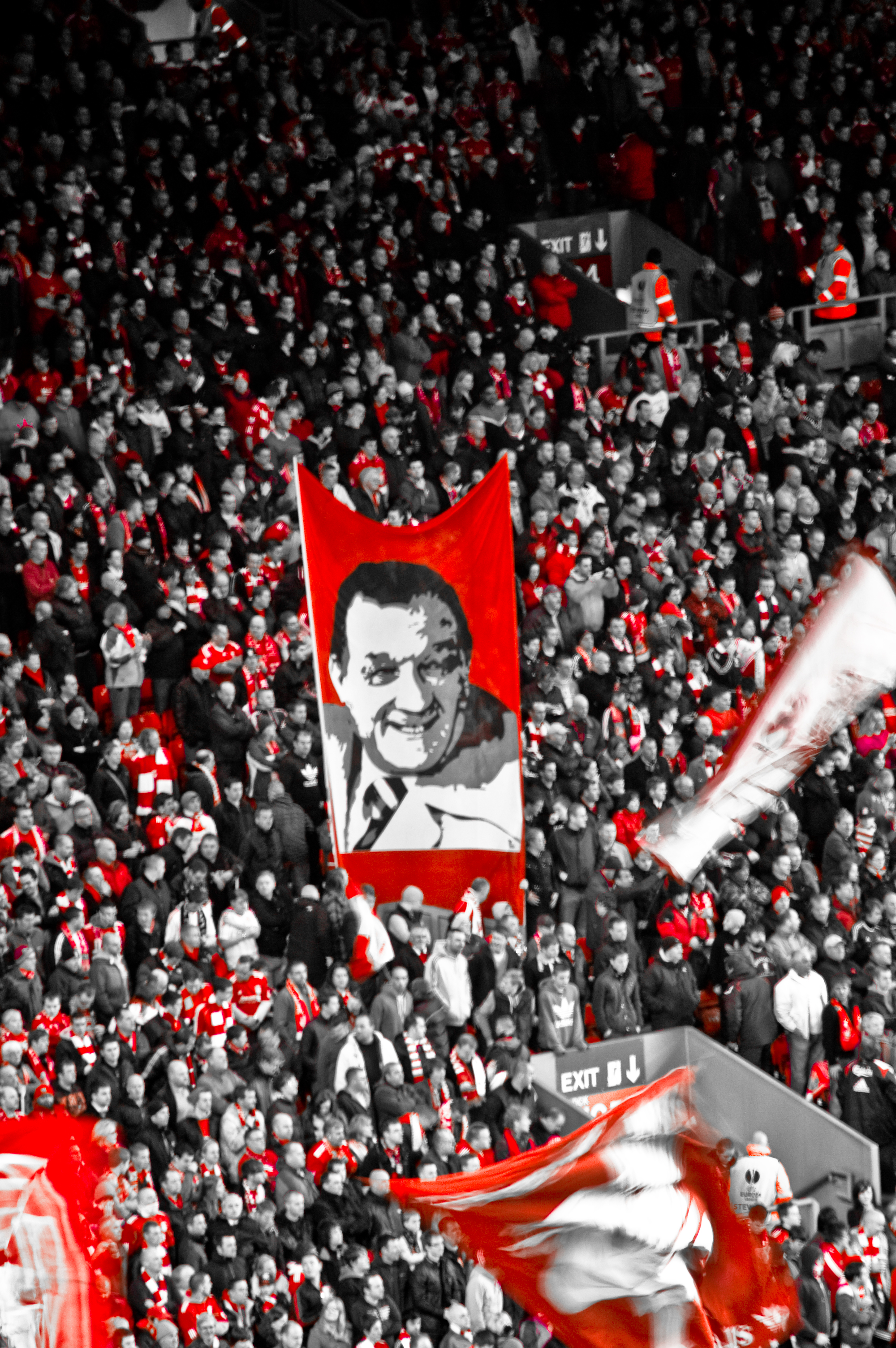
Paisley na transparencie kibiców Liverpoolu

Robert „Bob” Paisley (ur. 23 stycznia 1919 w Hetton-le-Hole – zm. 14 lutego 1996 w Liverpoolu) – angielski piłkarz i trener piłkarski. Jeden z najbardziej utytułowanych menedżerów w historii brytyjskiego futbolu. Z Liverpoolem związany był przez pół wieku: jako piłkarz, fizjoterapeuta, trener i ostatecznie menedżer. Jako szkoleniowiec zdobył z klubem sześciokrotnie mistrzostwo Anglii, trzy Puchary Europy, Pucharze UEFA, trzykrotnie triumfował w Pucharze Ligi Angielskiej, pięciokrotnie w rozgrywkach o Tarczę Wspólnoty i raz w Superpucharze Europy.

## Życiorys

### Kariera piłkarska
Urodzony w Hetton-le-Hole, Paisley w maju 1939 dołączył do amatorskiej drużyny, Bishop Auckland. Jednak wybuch II wojny światowej opóźnił rozpoczęcie kariery przez Anglika. W Liverpoolu zadebiutował 5 stycznia 1946 w meczu będącym pierwszym powojennym spotkaniem zespołu. Był to pojedynek rozegrany w ramach trzeciej rundy Pucharu Anglii przeciwko Chester City, wygrany przez Liverpool 2:0. Swoją pierwszą bramkę strzelił 1 maja 1948 na Anfield Road w 22. minucie zwyciężonego 2:1 ligowego spotkania z Wolverhampton Wanderers.
W sezonie 1946–1947 zdobył z klubem pierwsze od 24 lat mistrzostwo. Był pewnym członkiem zespołu, a kolejny sukces odniósł w sezonie 1949–1950, wygrywając Puchar Anglii. W półfinale tych rozgrywek, strzelił gola w wygranym 2:0 meczu przeciwko Evertonowi, jednak w zwycięskim finale z Arsenalem, rozegranym na Wembley nie pojawił się na boisku. W następnym sezonie został kapitanem drużyny.

### Kariera trenerska
Po zakończeniu kariery w 1954, dołączył do sztabu szkoleniowego Liverpoolu pełniąc funkcję fizjoterapeuty. Następnie stał się trenerem drużyn rezerwowych. Przybycie w 1959 Billa Shankly'ego sprawiło, że klub zaczął odnosić sukcesy. Szkot utworzył tzw. Boot Room, miejsce spotkań jego najbliższych współpracowników, do których należał również Paisley. Podczas piętnastu lat, Shankly zdobył z klubem trzy mistrzostwa kraju, dwa Puchary Anglii oraz Puchar UEFA. W lipcu 1974 Szkot odszedł na emeryturę, a jego następcą został Paisley.
Anglik trenował klub przez dziewięć lat i poprawił osiągnięcia poprzednika. Liverpool zdobył w tym czasie sześciokrotnie tytuł mistrzów Anglii oraz dwukrotnie zajmował w lidze drugie miejsce. Ponadto drużyna wygrała trzykrotnie Puchar Ligi, raz triumfowała w Pucharze UEFA i Superpucharze Europy, pięciokrotnie wygrała Tarczę Wspólnoty oraz trzy razy zwyciężyła w Pucharze Europy, potwierdzając swoją dominację w kraju i w Europie. W uznaniu za swoje osiągnięcia, Paisley sześciokrotnie wybrano Trenerem Roku w Anglii. Jedynym trofeum, którego nie zdobył, był Puchar Anglii; w 1977 Liverpool zajął drugie miejsce, zaś w dwóch kolejnych latach przegrywał w półfinale rozgrywek.

### Rezygnacja i śmierć
Paisley, po 44 latach pracy w klubie, w 1983 przeszedł na emeryturę. Jego następcą został Joe Fagan, jeden z członków Boot Roomu. Paisley pozostał w klubie jako dyrektor, jednak w 1992 zdiagnozowano u niego chorobę Alzheimera. Zmarł w lutym 1996, a dla uczczenia pamięci, wejściową bramę na stadion nazwano jego imieniem.
W 1983 odznaczony Orderem Imperium Brytyjskiego IV klasy (OBE). W 2002 otrzymał miejsce w Galerii Sław Angielskiego Futbolu, a w 2008 w Galerii Sław Europejskiego Futbolu.

## Statystyki kariery

### Piłkarz
Liverpool FC
- Zwycięstwo
  - The Football League: 1946–47

- Drugie miejsce
  - Puchar Anglii: 1949–50

### Menedżer
Liverpool FC
| Drużyna   | Od               | Do           | Mecze | Zwycięstwa | Porażki | Remisy | Zwycięstwa % |
| --------- | ---------------- | ------------ | ----- | ---------- | ------- | ------ | ------------ |
| Liverpool | 26 sierpnia 1974 | 23 maja 1983 | 490   | 275        | 91      | 124    | 56.12        |

- Zwycięstwo
  - Football League First Division: 1975–76, 1976–77, 1978–79, 1979–80, 1981–82, 1982–83
  - Puchar Ligi Angielskiej: 1980–81, 1981–82, 1982–83
  - Tarcza Wspólnoty: 1974, 1976, 1977, 1980, 1982
  - Puchar Europy: 1976–1977, 1977–78, 1980–81
  - Superpuchar Europy: 1976–77
  - Puchar UEFA: 1975–76

- Drugie miejsce
  - Football League First Division: 1974–75, 1977–1978
  - Puchar Anglii: 1976–77
  - Puchar Ligi Angielskiej: 1977–78
  - Superpuchar Europy: 1978
  - Puchar Interkontynentalny: 1980–81

Indywidualne
- Trener Roku w Anglii: 1975–76, 1976–77, 1978–79, 1979–80, 1981–82, 1982–83
- Miejsce w Galerii Sław Angielskiego Futbolu: 2002